# Gérard Gobert
Gérard Gobert (Frameries, 25 juli 1950) is een voormalig Belgisch volksvertegenwoordiger en politicus voor Ecolo en cdH.

## Levensloop
Gobert werd beroepshalve leraar. Hij werd tevens politiek actief voor Ecolo en was voor deze partij van 1994 tot 2000 gemeenteraadslid van Bergen.
In 2001 werd Gobert lid van de Kamer van volksvertegenwoordigers voor de kieskring Bergen-Zinnik ter opvolging van Jean-Pierre Viseur. Hij bleef zetelen tot aan de verkiezingen van 2003. Van 2003 tot 2004 zetelde hij opnieuw in de Kamer ter vervanging van de toenmalige Franse Gemeenschapsminister Jean-Marc Nollet. Hij hield zich in de Kamer voornamelijk bezig met Financiën en Begroting.
In 2004 stapte Gobert uit Ecolo omdat hij ontevreden was met de evolutie die de partij doormaakte. Hij werd daarna politiek actief bij het cdH en werd nationaal secretaris van de partij.